# 446 Batalion Wschodni
446 Batalion Wschodni (ros. Ost-Bataillon 446, niem. 446-й восточный батальон) – oddział wojskowy Wehrmachtu złożony z Rosjan podczas II wojny światowej.
Batalion został sformowany w listopadzie 1942 r. na okupowanej Białorusi. Miał cztery kompanie. Był podporządkowany XXXXVI Korpusowi Pancernemu 3 Armii Pancernej. Zwalczał partyzantkę i ochraniał linie komunikacyjne.15 stycznia 1943 r. rozwiązano go. Jego żołnierze zasilili 82 Batalion Wschodni. Wkrótce został odtworzony w składzie dwóch kompanii. Latem 1943 r. powiększono go do trzech kompanii. W maju 1944 r. został zniszczony w ciężkich walkach na Białorusi.